# Blestia
Blestia Millidge, 1993 è un genere di ragni appartenente alla famiglia Linyphiidae.

## Distribuzione
L'unica specie oggi nota di questo genere è stata reperita negli USA orientali

## Tassonomia
Per la determinazione della specie tipo si è tenuto conto della descrizione dell'esemplare maschile denominato Maso sarcocuon (Crosby & Bishop) 1927.
A maggio 2011, si compone di una specie:
- Blestia sarcocuon (Crosby & Bishop, 1927)[3] — USA